# Ophiura robusta
Ophiura robusta is een slangster uit de familie Ophiuridae. De wetenschappelijke naam van de soort werd in 1852 gepubliceerd door William Orville Ayres.

## Beschrijving
Het lichaam van Ophiura robusta bestaat uit een centrale schijf met een diameter tot 10 mm en vijf armen van ongeveer driemaal zo lang. De kleur is blauwgrijs of donkerbruin, vaak met witte vlekken.

## Verspreiding en leefgebied
In de Noordzee komt deze soort voor van de Shetlandeilanden tot aan Durham aan de Britse oostkust. Elders verspreidt het zich noordwaarts naar Spitsbergen en Groenland, en langs de Atlantische kusten van Noord-Amerika tot aan Cape Cod. Deze slangster wordt gevonden op verschillende ondergronden, van ongeveer 6 tot 450 meter.

## Synoniemen
- Ophiura fasciculata Forbes, 1854
- Ophiura squamosa Lütken, 1855[2]